# Novelo
Novelo – wieś w Słowenii, w gminie Miren-Kostanjevica. W 2018 roku liczyła 48 mieszkańców.